# Chthonius maltensis
Chthonius maltensis är en spindeldjursart som beskrevs av Volker Mahnert 1975. Chthonius maltensis ingår i släktet Chthonius och familjen käkklokrypare. Inga underarter finns listade i Catalogue of Life.